# Freestyle
«Freestyle» ― песня американского рэпера Lil Baby, выпущенная 5 ноября 2017 года на лейбле Quality Control Music. Вскоре сингл попал в микстейп Too Hard (2017). Песня стала одной из самых популярных в дискографии исполнителя.
Песня повествует об употреблении лина и перкосета. Трек интерполирует «Hail Mary» Тупака Шакура. Журнал Billboard назвал «Freestyle» пятой лучшей песней в дискографии Lil Baby.

## Чарты

### Еженедельные чарты
| Чарт (2018)                                        | Высшая позиция |
| -------------------------------------------------- | -------------- |
| США (Billboard Bubbling Under Hot 100)             | 9              |
| США (Billboard Bubbling Under R&B/Hip-Hop Singles) | 1              |

| Чарт (2022–2023)                      | Высшая позиция |
| ------------------------------------- | -------------- |
| Канада (Billboard Canadian Hot 100)   | 69             |
| Мир (Billboard Global 200)            | 169            |
| США (Billboard Hot 100)               | 59             |
| США (Billboard Hot R&B/Hip-Hop Songs) | 17             |

### Итоговые годовые чарты
| Чарт (2022)                           | Позиция |
| ------------------------------------- | ------- |
| США (Billboard Hot R&B/Hip-Hop Songs) | 97      |

## Сертификация
| Регион                                                                      | Сертификация  | Продажи   |
| --------------------------------------------------------------------------- | ------------- | --------- |
| Канада (Music Canada)                                                       | Золотой       | 40 000    |
| Великобритания (BPI)                                                        | Золотой       | 400 000   |
| США (RIAA)                                                                  | 3× Платиновый | 3 000 000 |
| Данные о продажах + прослушиваниях приведены только на основе сертификации. |               |           |